# Dorsaninae
Dorsaninae is een onderfamilie van weekdieren uit de klasse van de Gastropoda (slakken).

## Geslachten
- Cyllenina Bellardi, 1882 †
- Dorsanum Gray, 1847
- Keepingia Nuttall & J. Cooper, 1973 †
- Lisbonia Palmer, 1937 †
- Monoptygma Lea, 1833 †
- Pseudocominella Nuttall & J. Cooper, 1973 †
- Thanetinassa Nuttall & J. Cooper, 1973 †
- Whitecliffia Nuttall & J. Cooper, 1973 †